# Pollaio

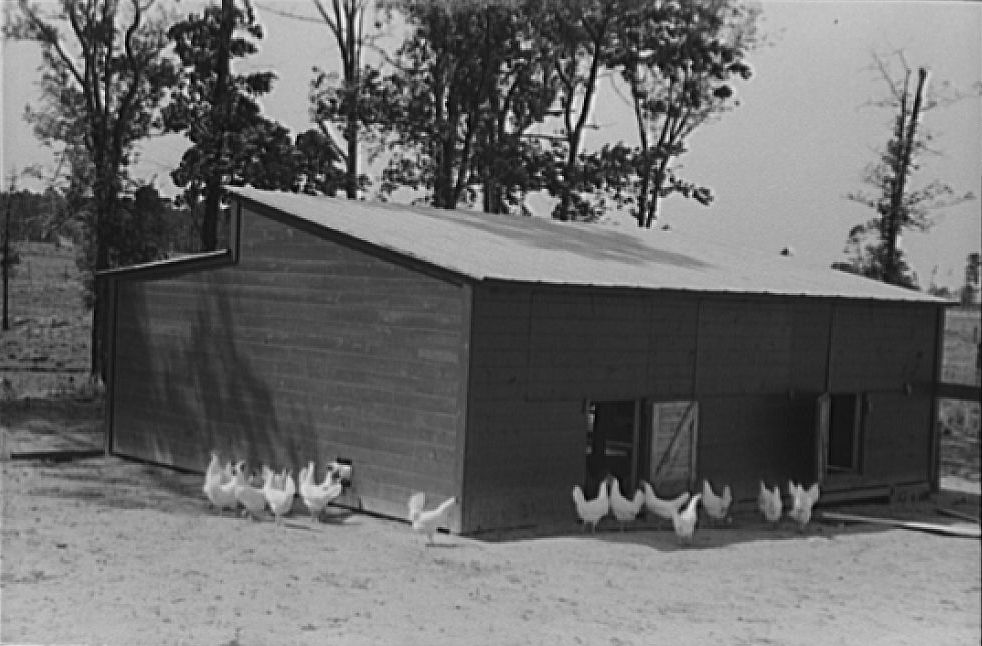
Un vecchio tipo di pollaio, 1939

Un pollaio è un recinto o edificio per l'allevamento del pollame che spesso si trova in campagna, ma non è raro che nei piccoli centri urbani qualche famiglia vi allevi polli. Esso può avere svariate forme, dal recinto alla casupola, passando per stabile in legno o in muratura. In media un pollaio ha dalle 10 alle 100 galline (o polli) tenute allo stato semibrado. Tuttavia dall'era della produzione di massa e dell'Industrializzazione, sono sorti enormi stabili a batteria che vanno dalle migliaia alle centimigliaia di capi, per le produzioni di carni e uova. Con l'avanzamento dell'agricoltura biologica, ad ogni modo, si è creata una sorta di pollicoltura di compromesso, dal momento che le persone hanno dimostrato di non disprezzare affatto la carne rustica e le uova di galline cresciute nel rispetto dei criteri di ecosostenibilità.
Quando il pollaio si trova inserito nella struttura di una cascina, sovente sotto il portico principale, è chiamato comunemente serraglio.

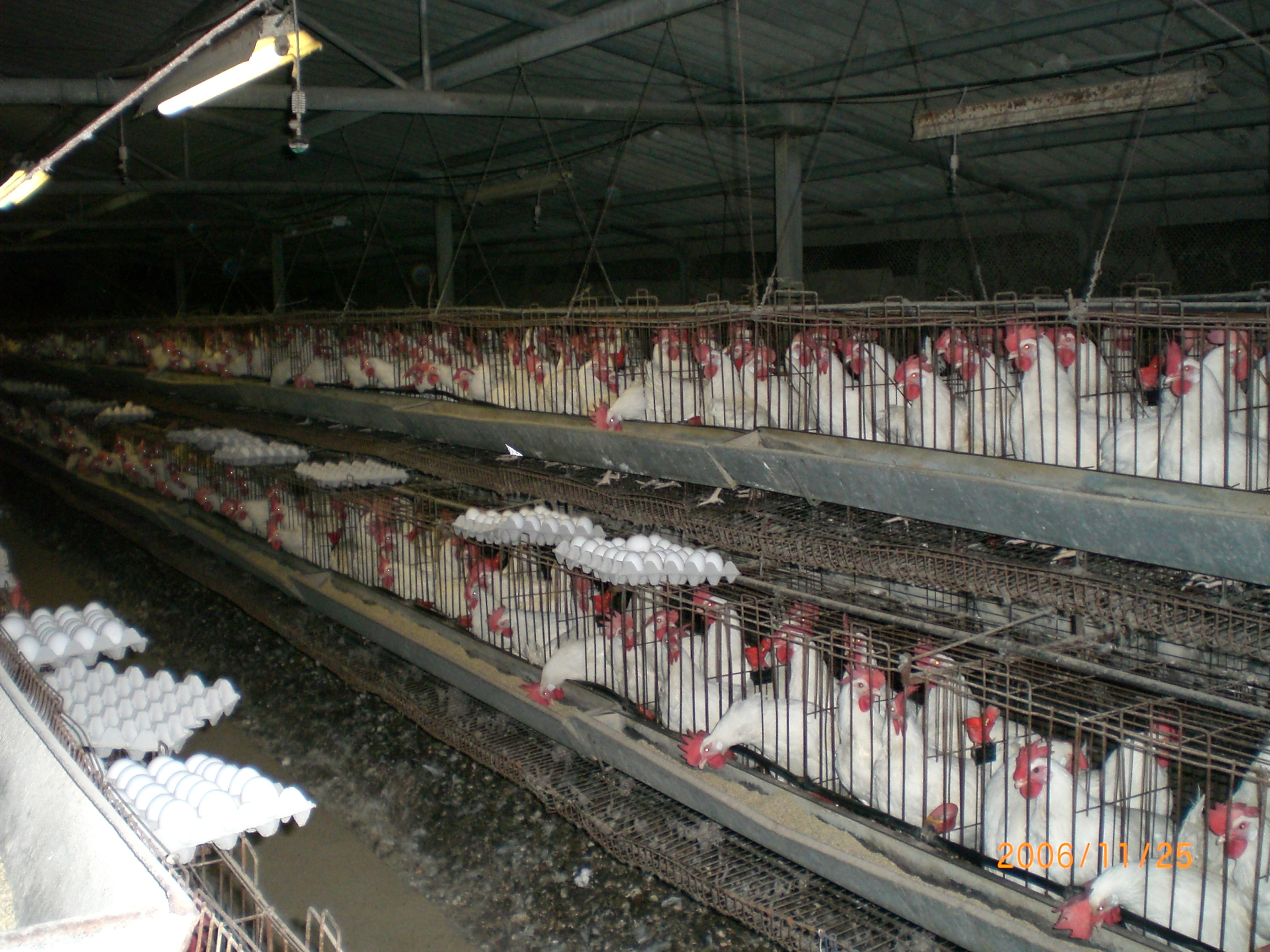
Un tipo di pollaio per allevamento intensivo, a batteria, con svariati capi

## Scopo
Lo scopo di un pollaio è quello di proteggere le galline che ospita dagli agenti atmosferici esterni (caldo, freddo, vento e pioggia) e proteggerle dai predatori notturni e diurni come volpi, gatti, donnole, visoni, poiane, aquile, tassi, martore, ecc.. Uno dei metodi più diffusi per proteggere le galline di un pollaio è mettere del materiale isolante tra due muri di mattoni o legno. Ad ogni modo, dal momento che anche il caldo può risultare fatale alle galline, il pollaio dev'essere correttamente areato, evitando ad ogni modo correnti d'aria e bronchiti alle galline. I polli devono essere lasciati liberi di scorrazzare sull'aia di giorno e vanno chiusi nel pollaio di notte.

## Storia

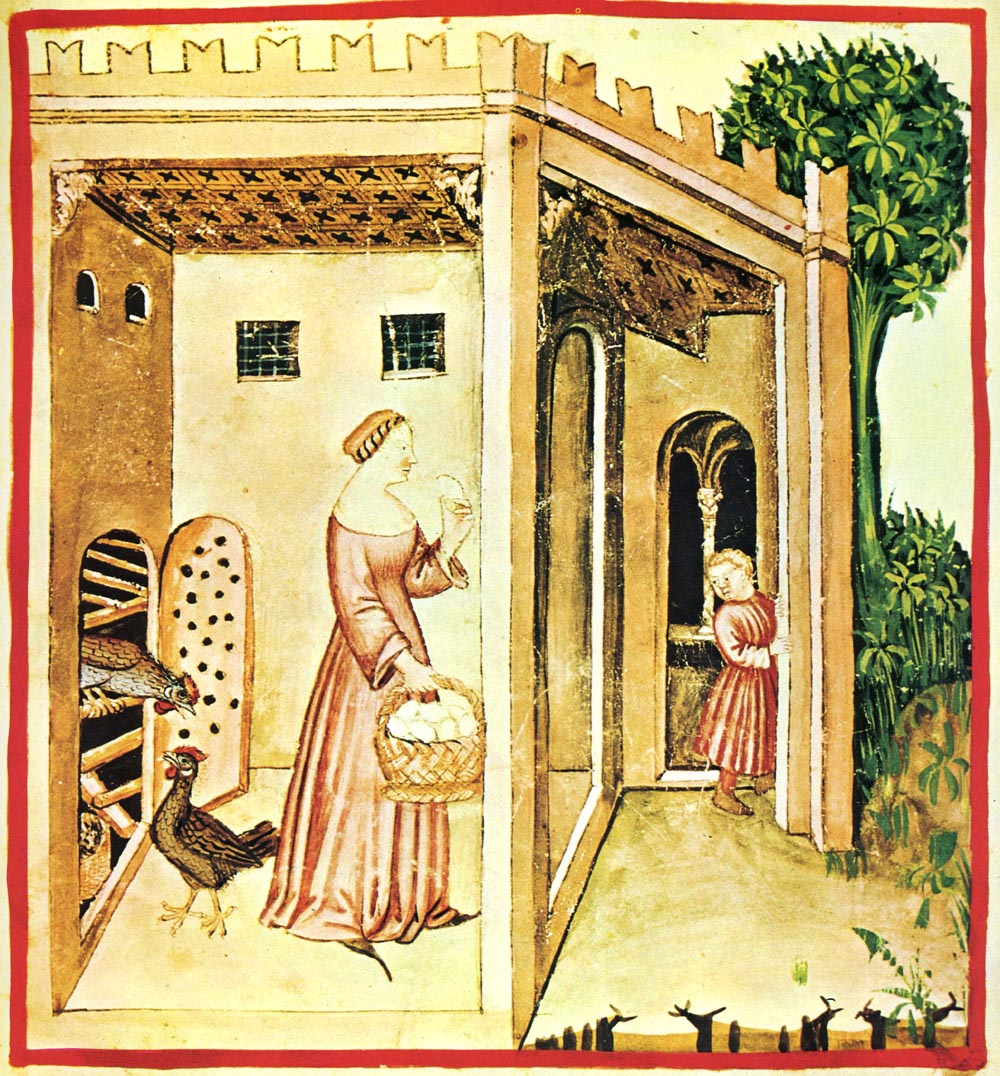
Un pollaio in una miniatura del XIV secolo

L'uso dei pollai è certamente antichissimo, dal momento che l'uomo sin dall'inizio dell'allevamento dei polli per la produzione di uova e di carne, ha avuto la necessità di circoscrivere detti animali in un ambiente preciso. 
I ritrovamenti archeologici più recenti hanno confermato che la diffusione del fenomeno dell'addomesticare galli e galline abbia avuto origine nella Valle dell'Indo già attorno al 2500-2100 a.C. (civiltà di Harappa). Tracce di allevamenti (a scopo però religioso e non per nutrimento) si sono trovate presso la cultura ariana, presso quella persiana antica e presso quella greca. Anche gli antichi Egizi (come testimonia una coppa risalente al regno di Seti I) nel XII secolo a.C. già allevavano galli e galline.
Lucio Giunio Moderato Columella, nel suo De re rustica del I secolo d.C. descrive dettagliatamente l'allevamento dei polli secondo il costume degli antichi Romani, in pollai del tutto simili a quelli utilizzati in epoche più recenti nelle nostre terre. Lo stesso Columella è stato inoltre uno dei primi a mettere in rilievo le tecniche di allevamento dei polli secondo il costume romano nonché le problematiche rilevate dagli allevatori ed i costi di produzione. Del tema parlano anche Marco Terenzio Varrone nel suo De re rustica e Plinio il Vecchio nella Naturalis historia.
Nel periodo altomedievale, la tipologia di pollaio più diffusa era indubbiamente quella "a palafitta", con una struttura in legno o muratura (o in fango) sopraelevata completamente anche per l'allevatore rispetto al terreno, di modo da rendere il tutto più sicuro contro i predatori. Dal tardo medioevo iniziarono a diffondersi i primi pollai in muratura vera e propria e, con il Rinascimento e la diffusione delle prime cascine, essi iniziarono a divenire parte integrante della corte.

## Struttura

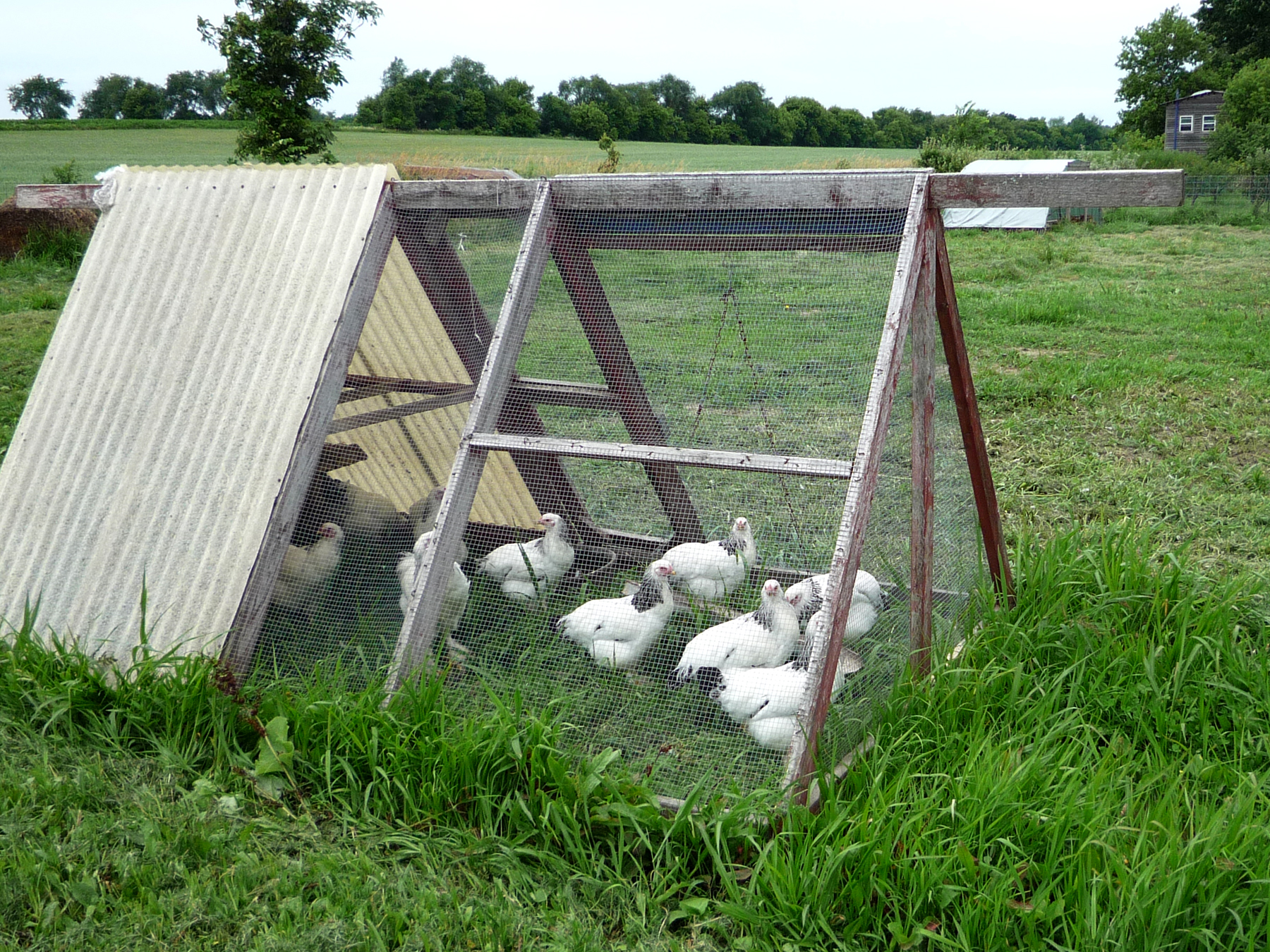
Un pollaio con ricovero notturno interno, aperto

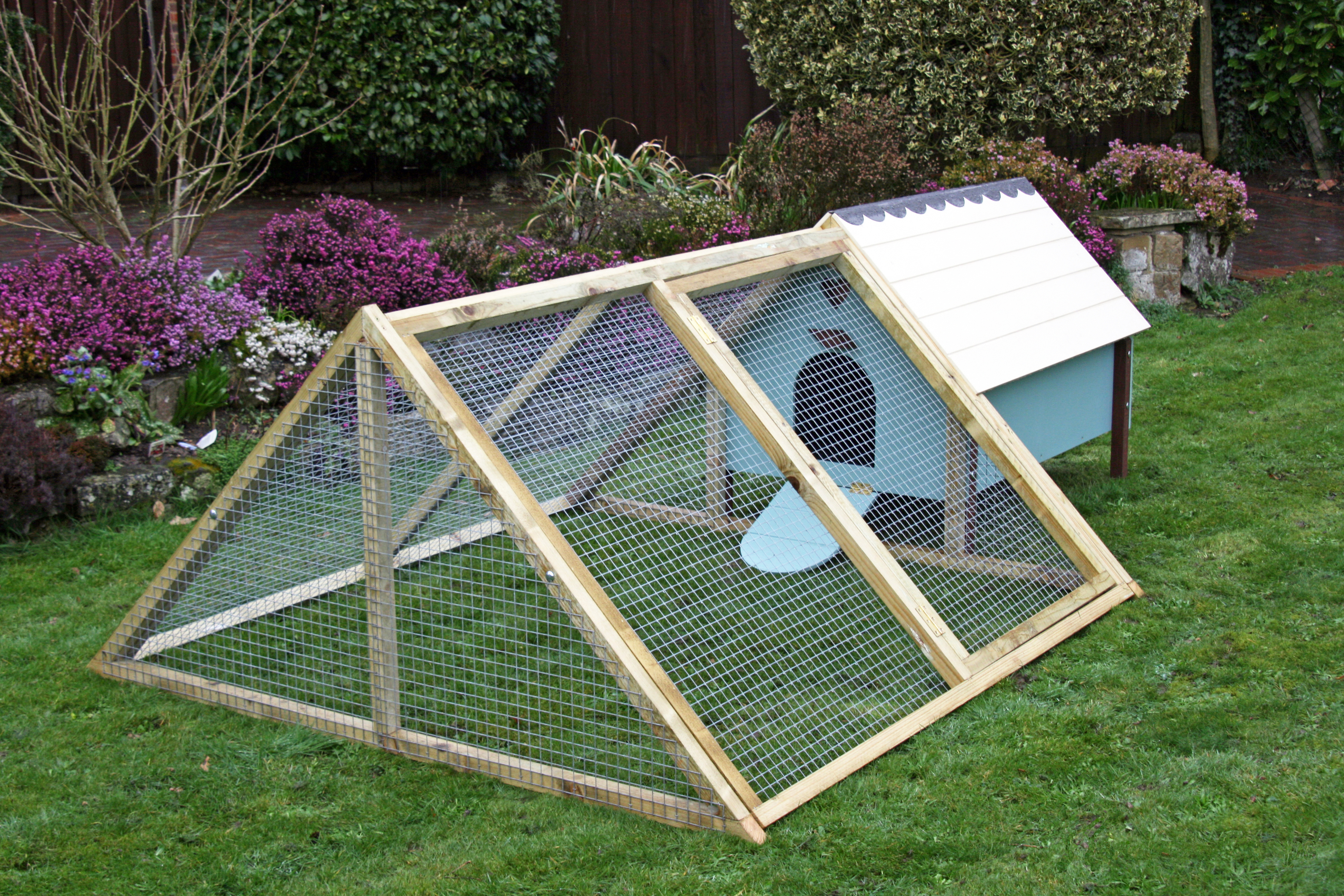
Un pollaio con ricovero notturno esterno, chiuso

Il pollaio è composto da due aree essenziali alla vita delle galline: un ricovero notturno / deposito delle uova e da un'aia esterna. Se per l'aia esterna è sufficiente contornare l'area prescelta con una rete alta (incurvata all'interno o meno, per impedire alle galline di volare via) oppure con una rete integrale che copra completamente tutta l'area di pascolo delle galline per evitare l'arrivo di predatori dall'alto, diverse sono le tipologie al ricovero notturno esistenti. 
Secondo una certa filosofia di pensiero, infatti, il ricovero notturno viene realizzato unicamente come una tettoia per proteggere dalla pioggia e in parte dal vento, ma lasciando sostanzialmente le galline allo stato brado, come sarebbero in natura; questo metodo ad ogni modo le espone maggiormente a contrarre malattie da clima. Il secondo metodo, invece, tende a realizzare un ricovero completamente chiuso di modo da proteggere maggiormente i capi, ma esso si presenta meno arieggiato. Il ricovero notturno può inoltre essere interno all'area del recinto di pascolo delle galline, aperto su di esso o delimitato da una parete divisoria, oppure essere esterno, con una struttura che spesso fuoriesce dal recinto stesso andando a costituire una parte anche indipendente. Lo spazio interno al ricovero notturno è di norma di 1 mq ogni 3 galline adulte. Il ricovero notturno dovrebbe essere posto idealmente con l'ingresso ad est, dal momento che le galline sembrano gradire particolarmente questa posizione.
La parte esterna, delimitata da una rete per evitare la fuga dei polli all'esterno dell'area prescelta e per proteggerli dai predatori esterni, sarebbe ideale nella misura di 10 mq a gallina, ma anche un minimo di 5/6 mq a capo è ritenuto accettabile per non incorrere in situazioni di stress. Nella parte esterna del pollaio si trovano l'abbeveratoio, il distributore di mangime (granaglie e mais) e la vaschetta per i bagni di sabbia (o cenere) con cui periodicamente le galline eliminano i parassiti ed effettuano la muta delle piume. 
La normativa italiana prevede una precisa regolamentazione per i pollai presenti in aree urbane, sia per la distanza che essi devono avere con le case d'abitazione, sia per i rumori molesti che essi possono arrecare al vicinato in presenza di un gallo.

### Pollaio trasportabile

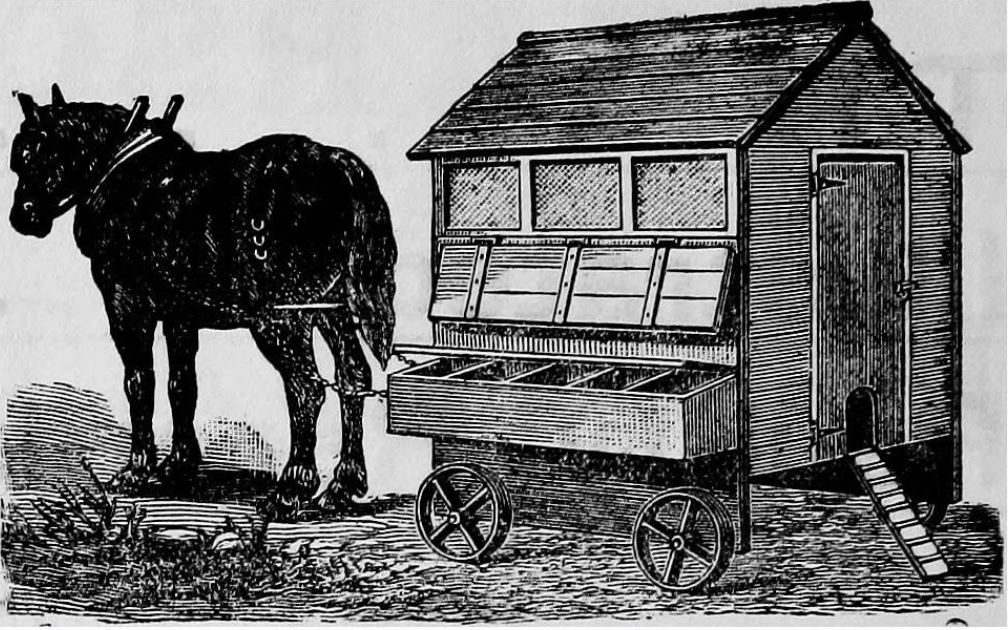
Pubblicità americana per un pollaio trasportabile, 1910

Nella permacultura, alcuni allevatori utilizzano dei pollai trasportabili o pollai mobili, strutture complete montate su ruote in modo da poter spostare il pollame senza sfruttare eccessivamente una certa area di terreno. Questa particolare tipologia di pollaio, data la propria trasportabilità e l'assenza di strutture fissate totalmente al terreno, consente facilmente la raschiatura dello strato superficiale del suolo e la dispersione dello sterco secco dei polli per una migliore pulizia del pollaio.

## Curiosità

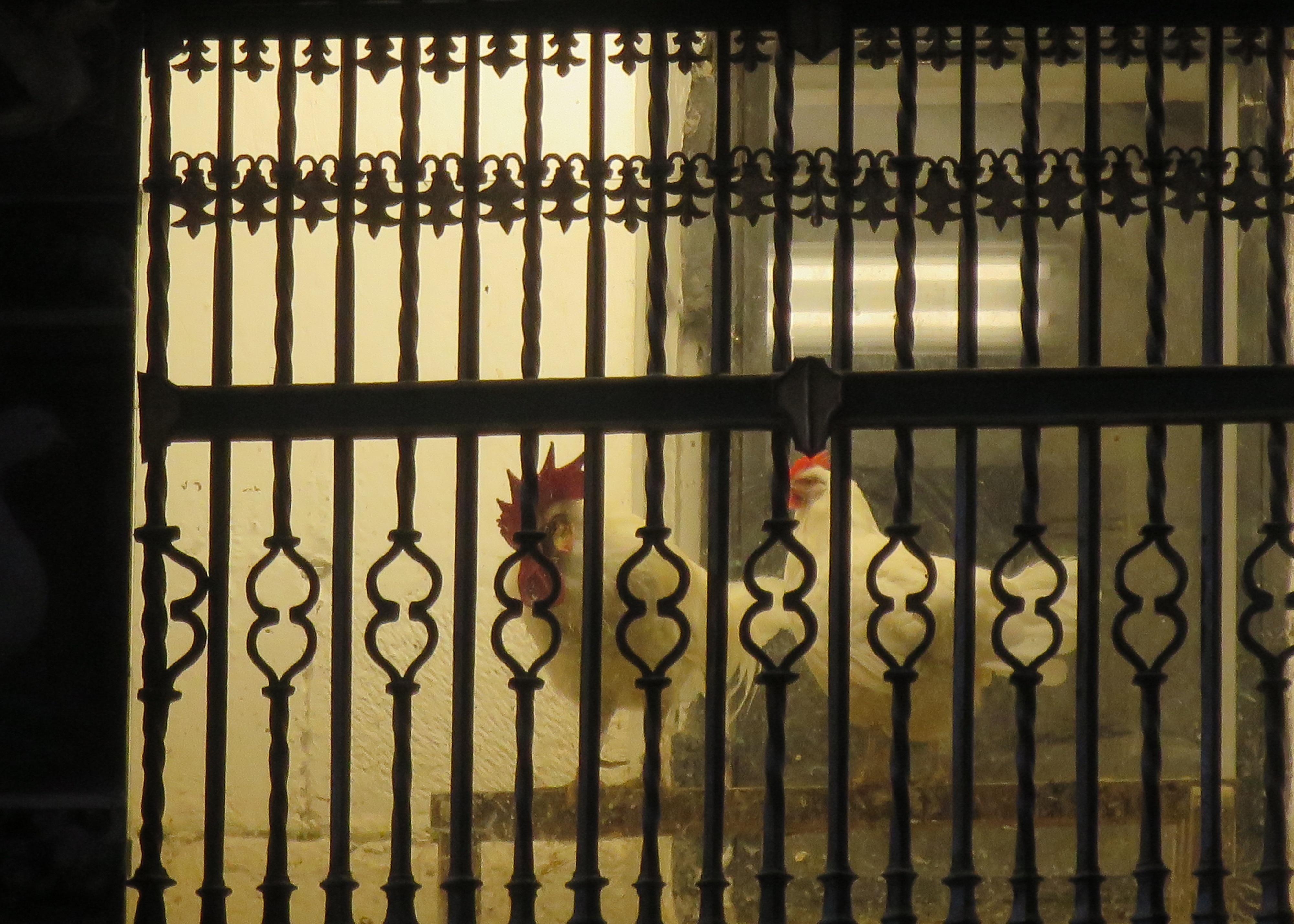
Il pollaio nella cattedrale di Santo Domingo de la Calzada.

In Spagna, all'interno della cattedrale di Santo Domingo de la Calzada, si trova un pollaio con una gallina e un gallo vivi, mantenuti a spese della chiesa stessa in ricordo di un miracolo avvenuto in loco.
Il Politecnico di Torino ha tra i suoi soprannomi anche quello di Pollaio Tecnico.